# تشيلتشينبيتو (أريزونا)
تشيلتشينبيتو (بالإنجليزية: Chilchinbito CDP, Arizona)‏ هي منطقة سكنية تقع بولاية أريزونا في الولايات المتحدة. تبلغ مساحتها 61.57 كم2، وترتفع عن سطح البحر 1,814 م، بلغ عدد سكانها 506 نسمة في عام 2010 حسب إحصاء مكتب تعداد الولايات المتحدة وتصل الكثافة السكانية فيها 8.2 نسمة لكل كيلومتر مربع (21.2/ميل2).

## التركيبة السكانية
حدّد مكتب تعداد الولايات المتحدة بيانات التركيبة السكانية لتشيلتشينبيتو في تعداد الولايات المتحدة. في ما يلي، التركيبة السكانية حسب تعدادي 2000 و2010.

### تعداد عام 2000
بلغ عدد سكان تشيلتشينبيتو 462 نسمة بحسب تعداد عام 2000، وبلغ عدد الأسر 111 أسرة وعدد العائلات 89 عائلة مقيمة في المنطقة السكنية. في حين سجلت الكثافة السكانية 7.5 نسمة لكل كيلومتر مربع (19.4/ميل2). وبلغ عدد الوحدات السكنية 167 وحدة بمتوسط كثافة قدره 2.7 لكل كيلومتر مربع (7.0/ميل2).
وتوزع التركيب العرقي للمنطقة السكنية بنسبة 1.30% من البيض و98.70% من الأمريكيين الأصليين.
بلغ عدد الأسر 111 أسرة كانت نسبة 57.7% منها لديها أطفال تحت سن الثامنة عشر تعيش معهم، وبلغت نسبة الأزواج القاطنين مع بعضهم البعض 53.2% من أصل المجموع الكلي للأسر، ونسبة 18% من الأسر كان لديها معيلات من الإناث دون وجود شريك، بينما كانت نسبة 9% من الأسر لديها معيلون من الذكور دون وجود شريكة وكانت نسبة 19.8% من غير العائلات. تألفت نسبة 18.9% من أصل جميع الأسر من عدة أفراد يعيشون في نفس المنزل ونسبة 4.5% كانت تتألف من شخص يعيش بمفرده يبلغ من العمر 65 عاماً أو أكثر. وبلغ متوسط حجم الأسرة المعيشية 4.16، أما متوسط حجم العائلات فبلغ 4.90.
بلغ العمر الوسطي للسكان 20.9 عاماً. وكانت نسبة 42.6% من القاطنين تحت سن الثامنة عشر، وكانت نسبة 13% بين الثامنة عشر والرابعة والعشرين عاماً، ونسبة 24% كانت واقعةً في الفئة العمرية ما بين الخامسة والعشرين والرابعة والأربعين عاماً، ونسبة 13.6% كانت ما بين الخامسة والأربعين والرابعة والستين، ونسبة 6.7% كانت ضمن فئة الخامسة والستين عاماً فما فوق. يوجد لكل 100 أنثى 91.7 ذكر، ويوجد لكل 100 أنثى في الثامنة عشر من عمرها فما فوق 100.8 ذكر.
بلغ متوسط دخل الأسرة في المنطقة السكنية 30,529 دولارًا، أما متوسط دخل العائلة فبلغ 31,010 دولارًا. وكان متوسط دخل الذكور 19,688 دولارًا مقابل 18,516 دولارًا للإناث. وسجل دخل الفرد الخاص بالمنطقة السكنية 5,495 دولارًا. وكانت نسبة 36.8% من العائلات ونسبة 49.5% من السكان تحت خط الفقر، وكان من هؤلاء نسبة 45.5% تحت سن الثامنة عشر ونسبة 100% في الخامسة والستين من العمر وما فوق.

### تعداد عام 2010
بلغ عدد سكان تشيلتشينبيتو 506 نسمة بحسب تعداد عام 2010، وبلغ عدد الأسر 135 أسرة وعدد العائلات 109 عائلة مقيمة في المنطقة السكنية. في حين سجلت الكثافة السكانية 8.2 نسمة لكل كيلومتر مربع (21.2/ميل2). وبلغ عدد الوحدات السكنية 228 وحدة بمتوسط كثافة قدره 3.7 لكل كيلومتر مربع (9.6/ميل2).
وتوزع التركيب العرقي للمنطقة السكنية بنسبة 0.59% من البيض و99.41% من الأمريكيين الأصليين و1.19% من الهسبانيون أو اللاتينيون من أي عرق.
بلغ عدد الأسر 135 أسرة كانت نسبة 58.5% منها لديها أطفال تحت سن الثامنة عشر تعيش معهم، وبلغت نسبة الأزواج القاطنين مع بعضهم البعض 45.2% من أصل المجموع الكلي للأسر، ونسبة 24.4% من الأسر كان لديها معيلات من الإناث دون وجود شريك، بينما كانت نسبة 11.1% من الأسر لديها معيلون من الذكور دون وجود شريكة وكانت نسبة 19.3% من غير العائلات. تألفت نسبة 18.5% من أصل جميع الأسر من عدة أفراد يعيشون في نفس المنزل ونسبة 6.7% كانت تتألف من شخص يعيش بمفرده يبلغ من العمر 65 عاماً أو أكثر. وبلغ متوسط حجم الأسرة المعيشية 3.75، أما متوسط حجم العائلات فبلغ 4.30.
بلغ العمر الوسطي للسكان 21.8 عاماً. وكانت نسبة 40.3% من القاطنين تحت سن الثامنة عشر، وكانت نسبة 13.8% بين الثامنة عشر والرابعة والعشرين عاماً، ونسبة 20.8% كانت واقعةً في الفئة العمرية ما بين الخامسة والعشرين والرابعة والأربعين عاماً، ونسبة 16.2% كانت ما بين الخامسة والأربعين والرابعة والستين، ونسبة 8.9% كانت ضمن فئة الخامسة والستين عاماً فما فوق. وتوزع التركيب الجنسي للسكان بنسبة 46.6% ذكور و53.4% إناث.